# AMzer
Vous lisez un « bon article » labellisé en 2016.
Albums de Alan Stivell
Emerald
(2009) Human~Kelt
(2018)
Singles
1. New' AMzer
Sortie : 2015

AMzer (« Temps » en breton), sous-titré Seasons, est le vingt-quatrième album original d'Alan Stivell sorti le 24 septembre 2015 sous le label WorldVillage distribué par Harmonia Mundi. New' AMzer en est le premier extrait des douze titres.
En employant le mot breton amzer, qui signifie le temps qu'il fait mais aussi le temps qui passe, Alan Stivell porte un regard sur l'évolution du monde, un demi-siècle après ses débuts de chanteur, et sur le progrès technique, en jouant sur une nouvelle harpe celtique électrique, accompagné d'effets modernes. L'ensemble évolue par improvisations et par vagues d'énergies, suivant le cycle saisonnier.
Porté par un « sound design » de programmations, voix, cordes, flûtes et percussions, l'album aboutit à une musique contemplative new age, entre folk d'avant-garde et approche électronique expérimentale. Les textes sont des poèmes chantés en lien avec la nature et les saisons, parfois anciens comme les haïkus japonais ou récents comme le poème breton écrit par un adolescent.
Télérama et l'AFP parlent de « chef-d’œuvre » et plusieurs journalistes saluent la démarche conceptuelle, l'exploration sonore ou l'ouverture culturelle. La tournée 50+ AMzer Tour passe par les grandes salles françaises.

## Démarche

### Conception

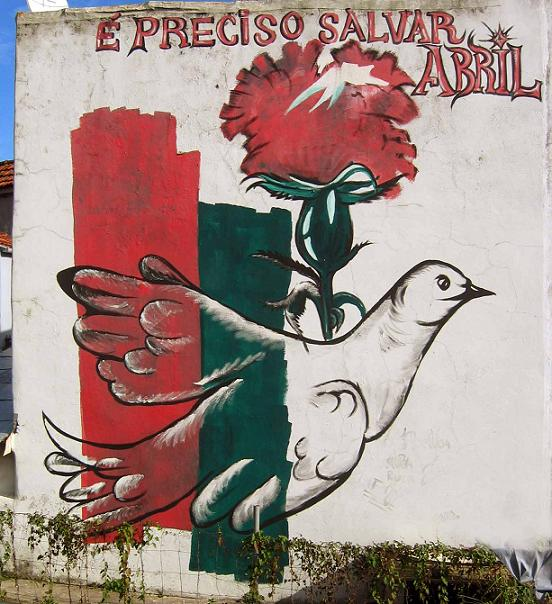
Révolution des Œillets

Alan Stivell poursuit la quête d’une « musique globale » et intemporelle, avec une attirance pour toutes les musiques, dans l’espace et le temps : « J’aime que se côtoient des univers théoriquement aux antipodes ». Le concept de ce 24e album, comme les 24h d'une journée, est de faire une pause dans le temps, en phase avec la nature et la poésie. « À la base dans ce disque, il y a une envie de paix et de zénitude », une démarche artistique et de plénitude en réponse aux horreurs du monde, « comme ces révolutionnaires qui offrent des fleurs aux soldats ». L'album sort en France en septembre 2015, entre les attentats de janvier et ceux de novembre.

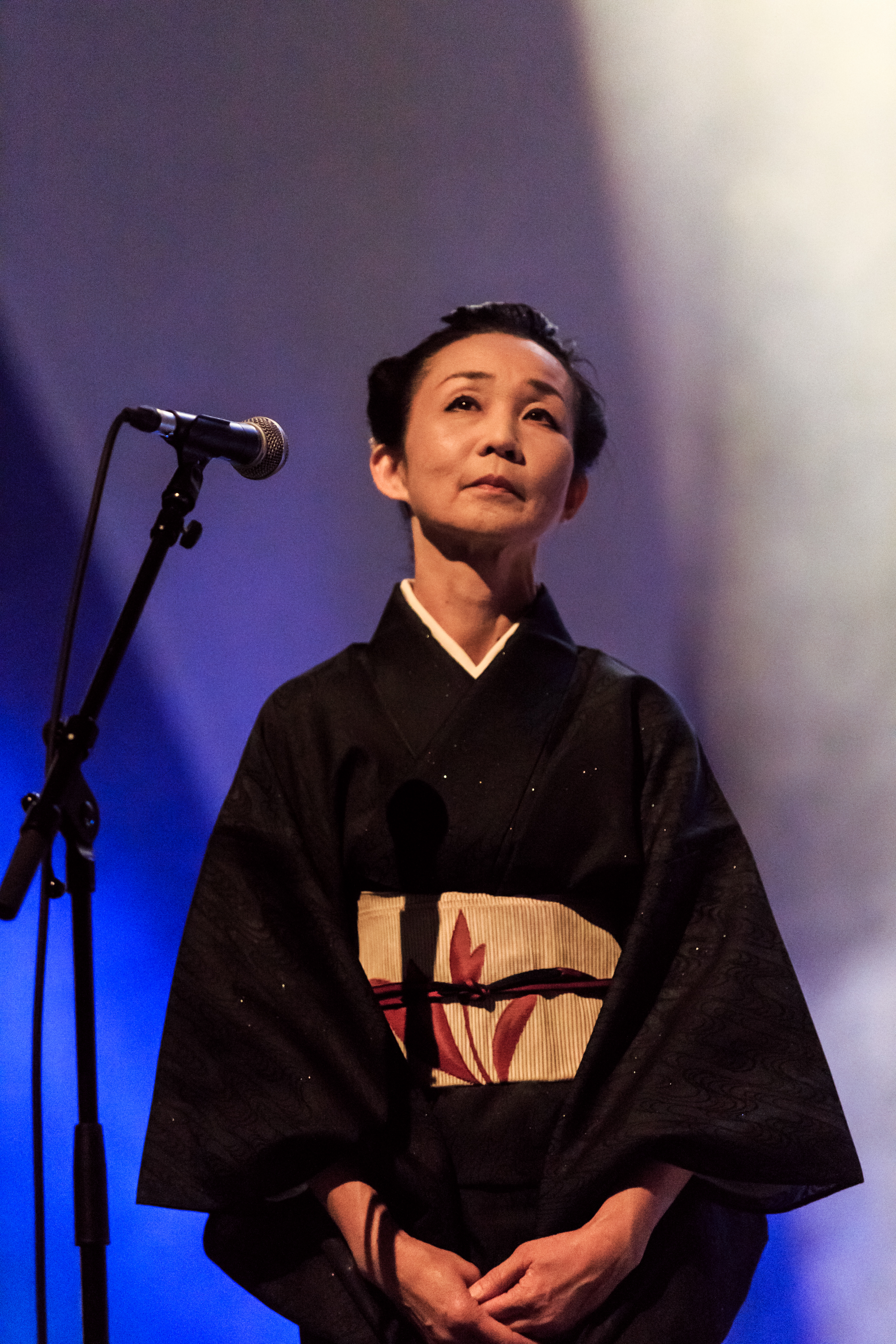
La Japonaise Maliko Oka dit les haïkus en concert.

Le titre évoque le temps qu'il fait en langues celtiques (amser en breton et gallois, aimsir en gaélique) mais également le temps qui passe en breton, un double sens comme en français. Le sous-titre anglais Seasons précise qu'il s'agit des saisons : « l'idée du temps qui passe et du temps qu'il fait était devenue, pour moi, une nécessité. Tellement salutaire de reprendre souffle en se détournant, un instant, de certains aspects du monde. ». En dédiant cet album aux poètes, il se rapproche de l'album Trema'n Inis quarante ans plus tôt.
Alan Stivell ouvre son conte musical, organique et intimiste, par le temps nouveau qui correspond au printemps. Sa culture bretonne et celtique va au contact d'autres cultures et pour la première fois, l'artiste s'ouvre à la culture japonaise, en présentant trois haïkus Japonais, du XVIIe au XIXe siècle. Le haïku est le plus court poème au monde mais dit, en quelques vers, le temps qui passe, la nature, la vie, la beauté. Comme le yin et le yang, pour avoir une vision globale, il existe une partie diurne et son pendant nocturne plus intériorisé. Alan Stivell continue de mener ses recherches musicales expérimentales, en lien avec le développement technologique. Durant trois ans, il a travaillé dans son studio des sons purs, archaïques et futuristes. L'ensemble peut être assimilé aux tendances musicales actuelles « electropop-folk ».

### Construction
Alan Stivell emploie parfois un jeu de harpiste peu fréquent et des sons qui peuvent rappeler une basse acoustique ou une guitare électrique. Les morceaux se sont construits par improvisations successives, au calme de la campagne et à proximité du canal d’Ille-et-Rance, source d'inspiration de l'album, avec ses hérons et nénuphars. En enregistrant les prises finales dans son home studio, au fil des inspirations, il espère transmettre plus sincèrement ce qu'il ressentait spontanément, les émotions et l'incertitude du moment, tout comme pour les deuxièmes voix improvisées en prise directe,. Il réorganise ses improvisations, une matière « déconstruite-reconstruite », avec des logiciels de musique assistée par ordinateur (MAO). Grâce aux systèmes Audio-to-MIDI, il pilote par la harpe, voir avec la voix (8), des sons synthétiques, comme du piano dans NEw' AMzer. La harpe s'exprime en solo dans le dernier instrumental.
Depuis 1964, le harpeur utilise des pédales électroniques pour guitare et depuis 1973 il élabore ses propres harpes électrifiées. En octobre 2013, le jeune luthier breton Tom Marceau, spécialisé dans les guitares électriques, livre la telenn nevez solid body à cordes nylon et le Pôle Mécanique de l'Université de Rennes I conçoit en janvier les 34 leviers qui appuient sur les cordes. En 2014, ce prototype, dessiné par l'artiste, est expérimenté sur scène et utilisé en studio. Deux autres harpes participent à l'enregistrement : la harpe acoustique cordée métal de Vincenzo Zitello (1, 5, 12) et la harpe « solid-body direct-plug » Leo-Goas-Stivell cordée métal (10).

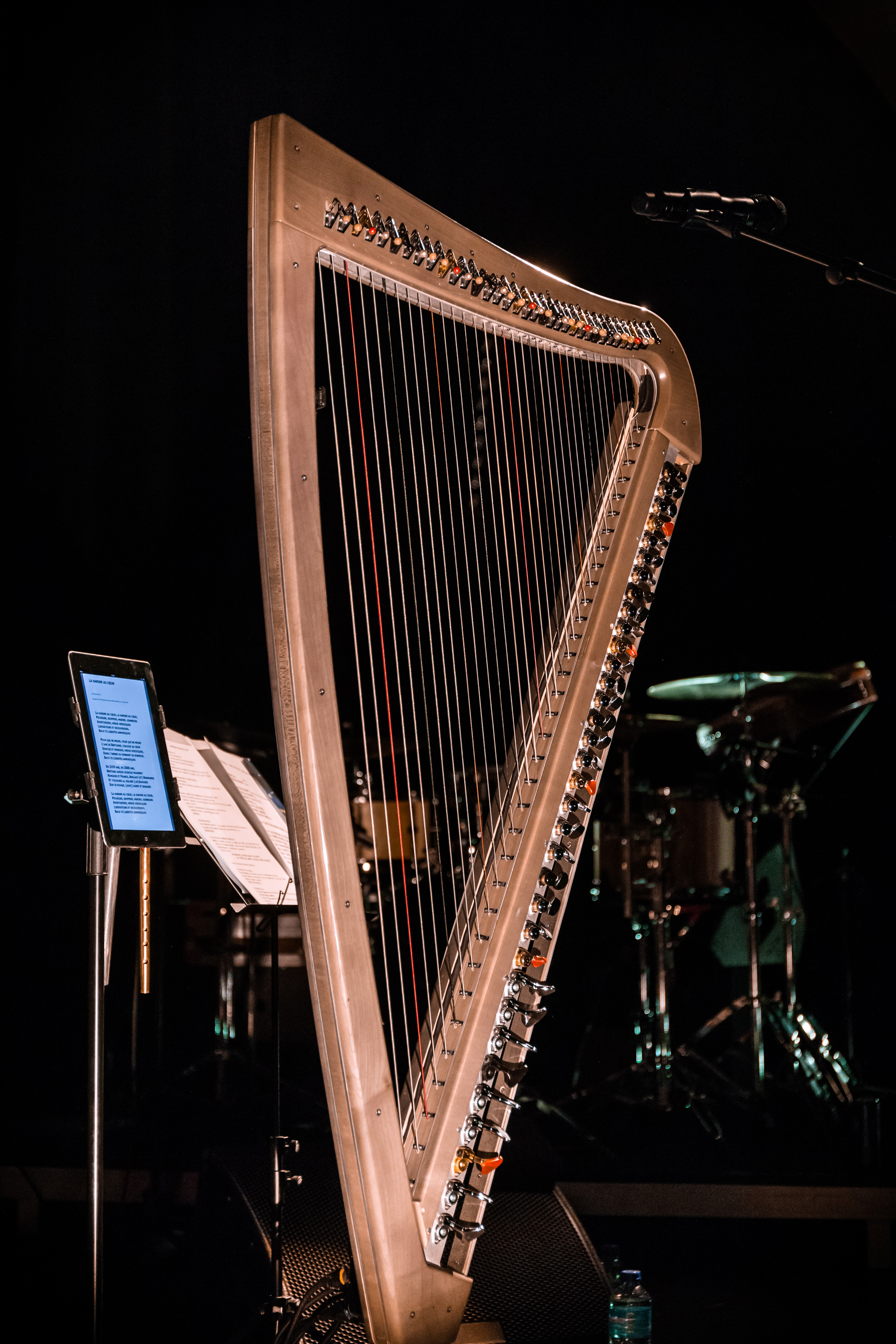
Stivell-Marceau (2013)
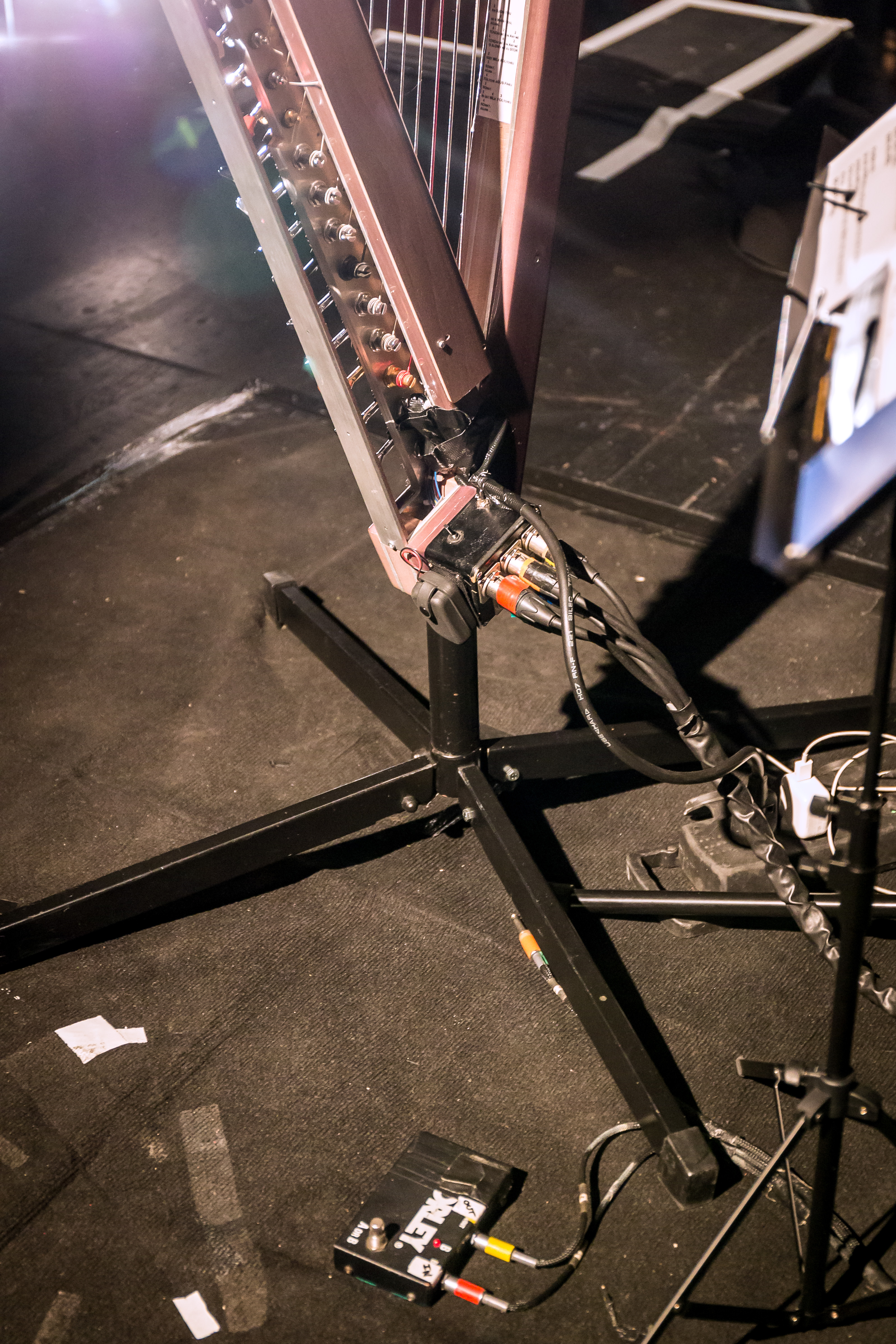
Pieds, câblage, pédale
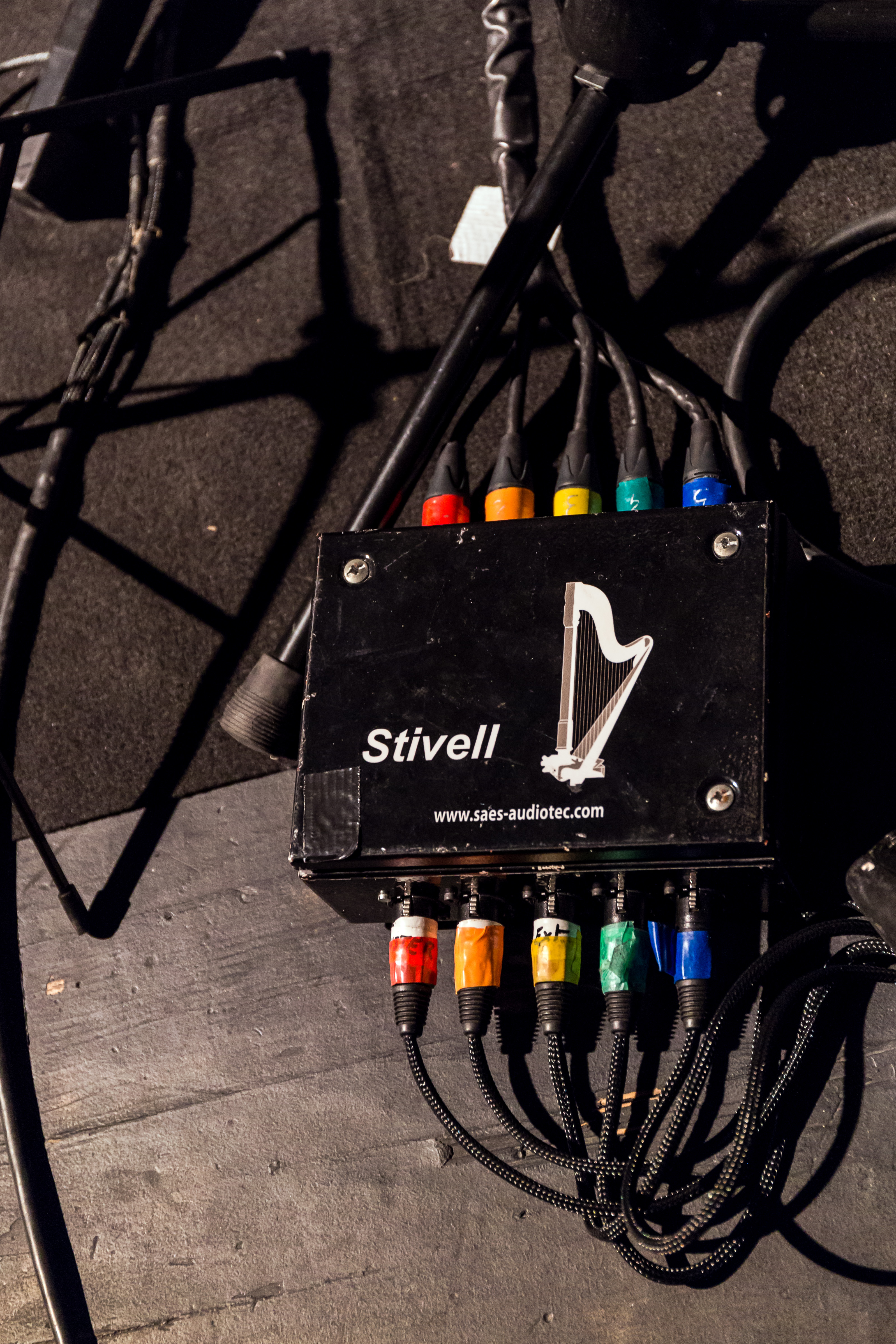
Boitier électrique

### Réalisation
À partir de novembre 2011, Alan Stivell commence la production de son album à son domicile. Son travail est ralenti par divers événements : sa tournée anniversaire Olympia 2012, les sorties de livres, ses soutiens en faveur de la réunification de la Bretagne et de la langue bretonne. Les maquettes, MAO et programmations se poursuivent en solo dans son studio Keltia 3 à Betton jusqu'en novembre 2014, en posant sa voix en mars 2014. Son ami harpiste italien, Vincenzo Zitello, ouvre les portes de son studio en Lombardie pour enregistrer lui-même les prises de son de la harpe acoustique qu'il a réalisé. L'ensemble des autres enregistrements sont effectués par Damien Tillaut à Rennes entre octobre 2014 et janvier 2015. Le mixage est effectué en plusieurs phases, en décembre et janvier, aux studios Tillaut et La Licorne rouge puis le mastering a lieu au studio parisien Translab, où le spécialiste Chab effectue une dernière écoute pour confirmation, avant un montage définitif le 12 février.
L'instrumentarium est folk et traditionnel : flûtes (shakuhachi, flûte traversière ou irlandaises), cordes (harpes, guitares, contrebasse, violon), percussions. Pour agrémenter la conception sonore, Alan Stivell fait appel à des voix féminines (Toshiko Dhotel, Maliko Oka, Gráinne O'Malley) et au designer sonore Nicolas Pougnand, ex-membre du groupe rennais X-Makeena, ainsi qu'à David Millemann pour différents apports électro-acoustiques (notamment sur le triptyque As A Tribute et le remix du titre éponyme Néo Amzer) et Nicolas Hild aux machines sur trois titres.

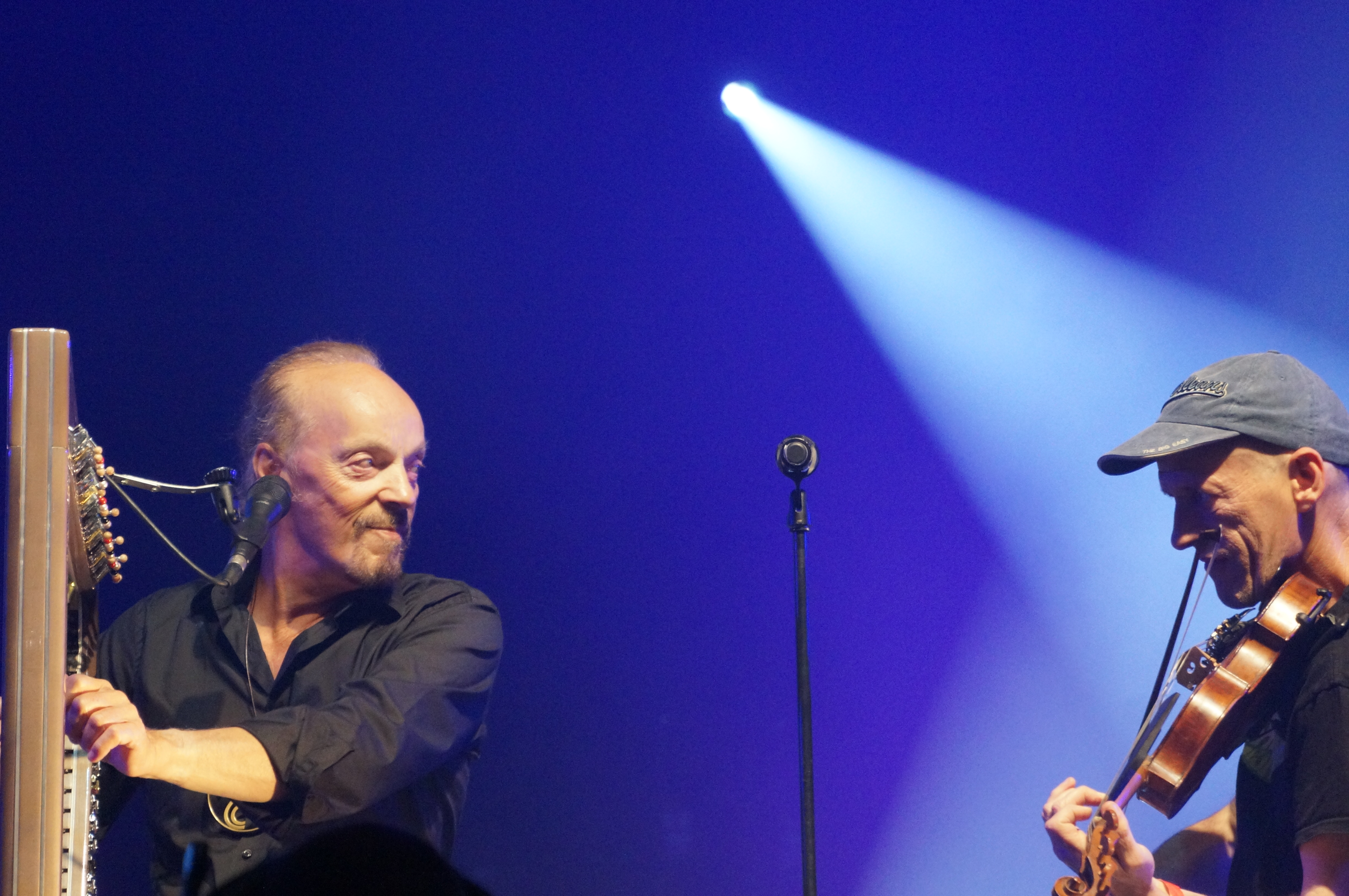
Alan Stivell et Loumi Seveno au violon
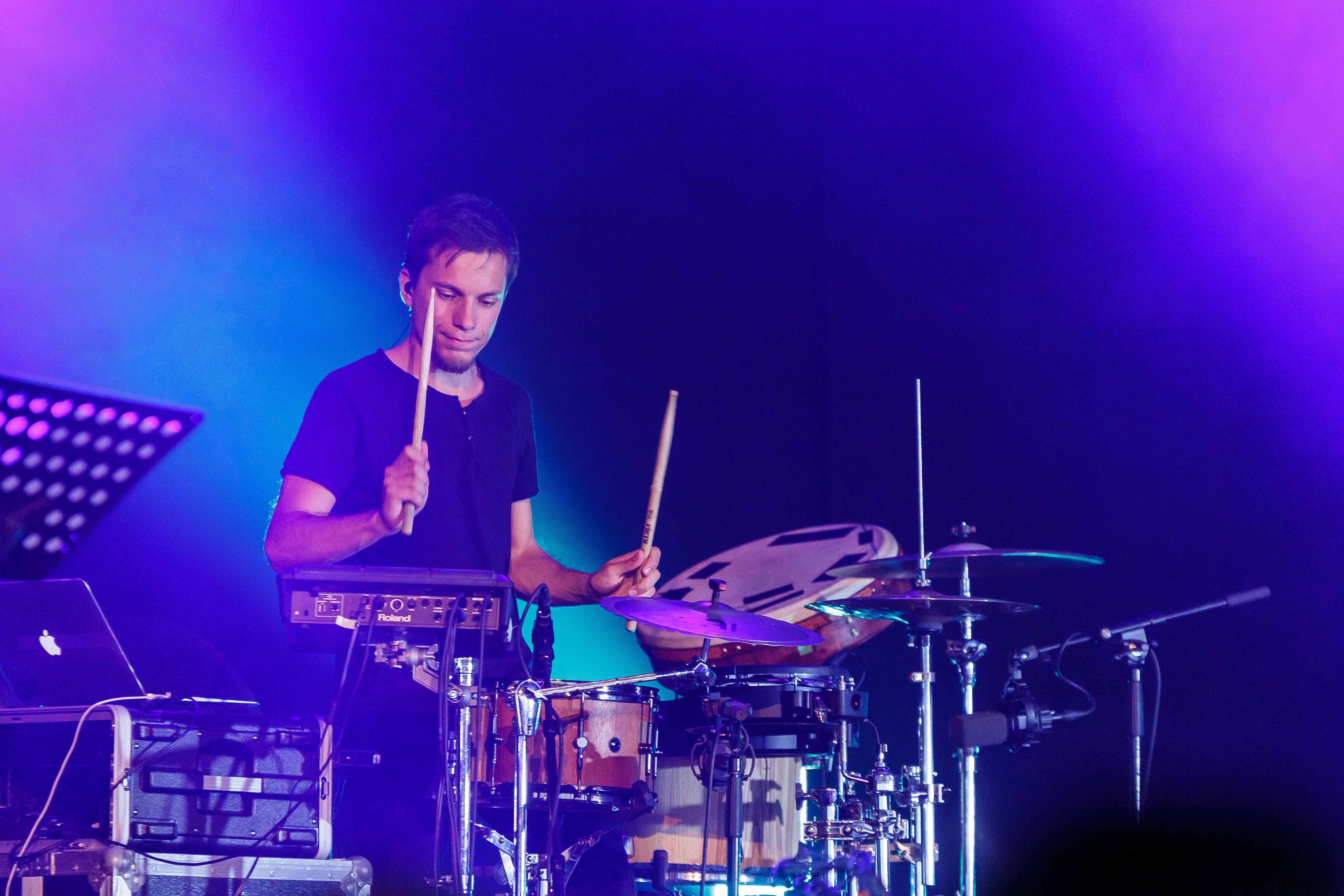
Nicolas Hild aux percussions
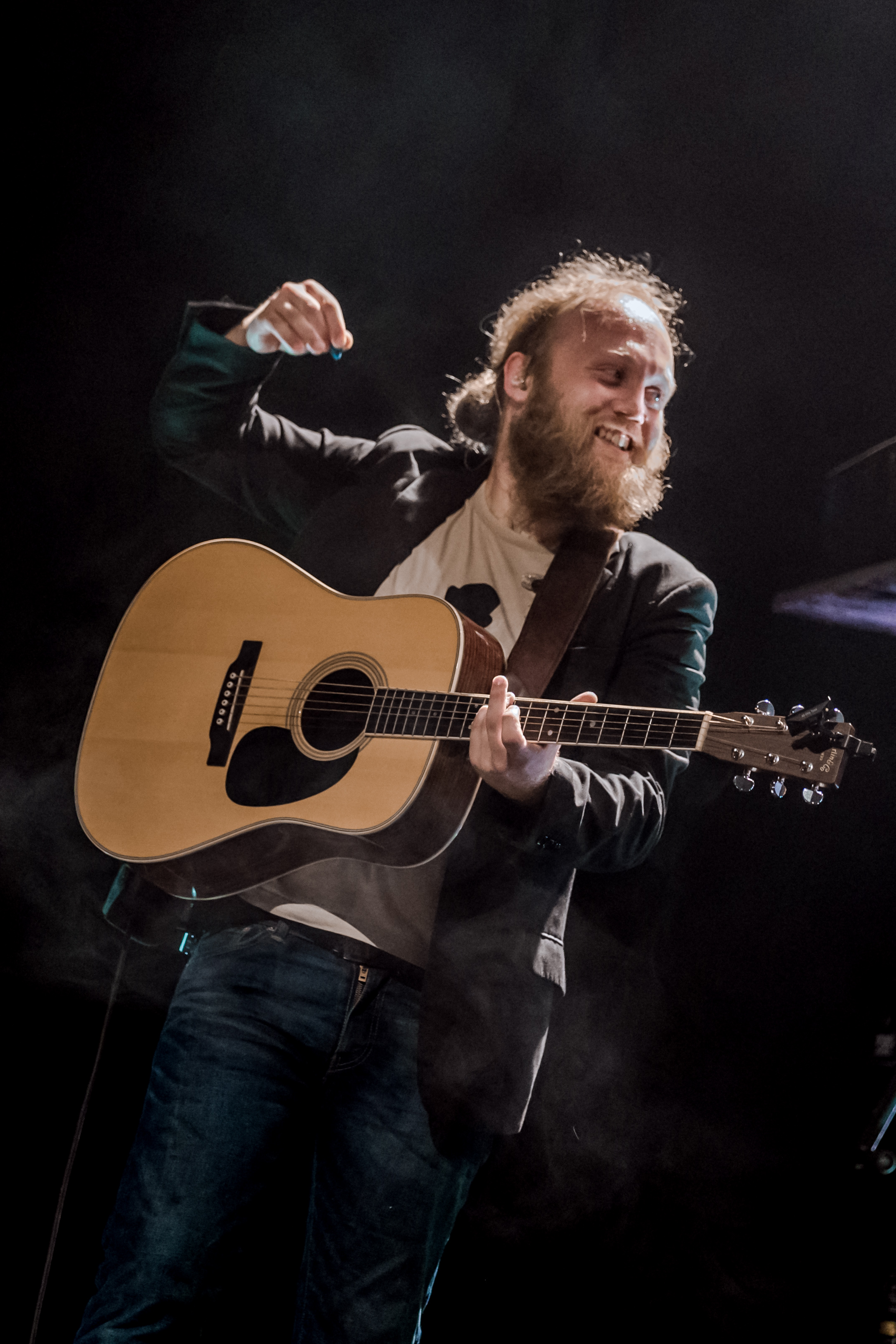
David Millemann
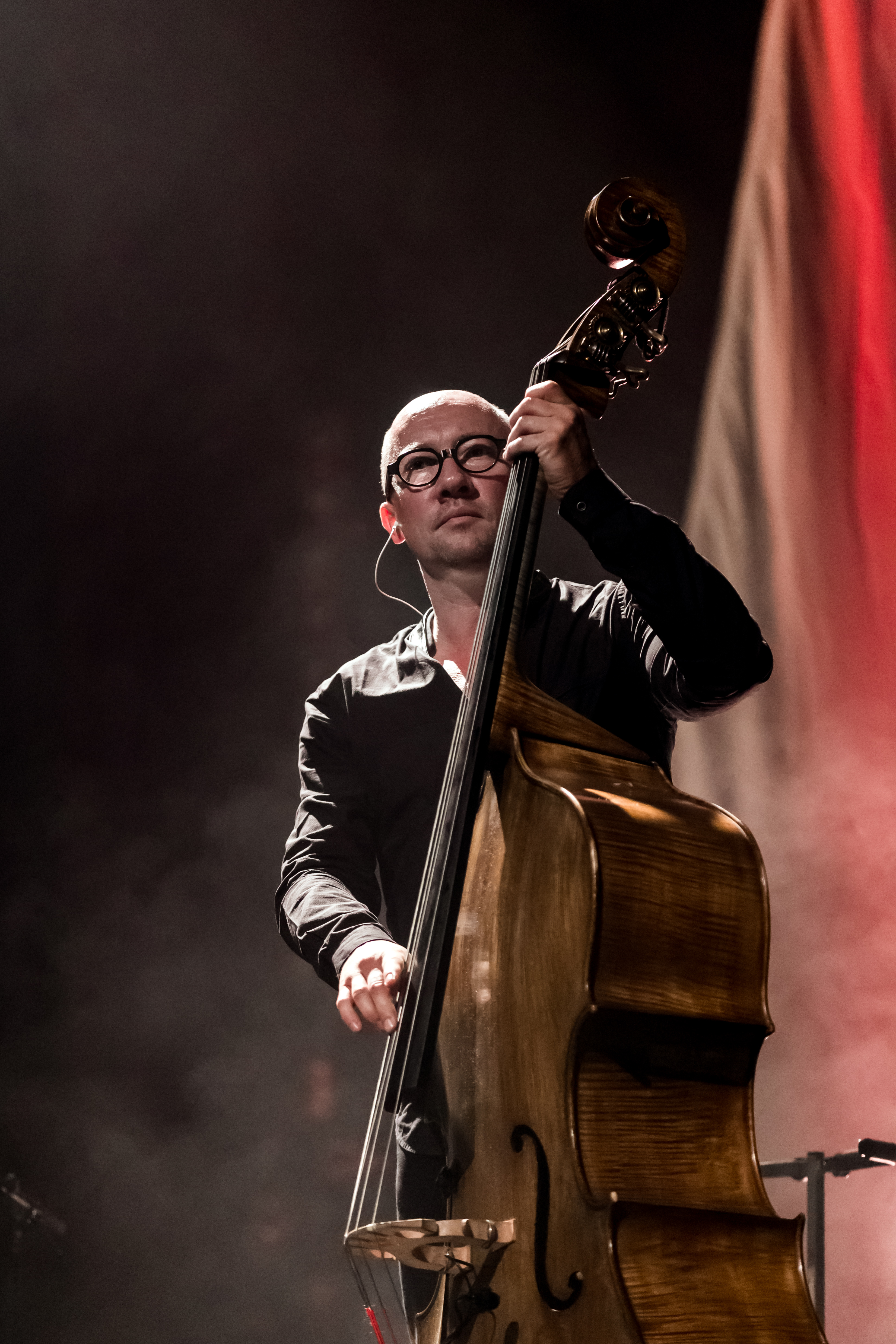
Cédrick Alexandre
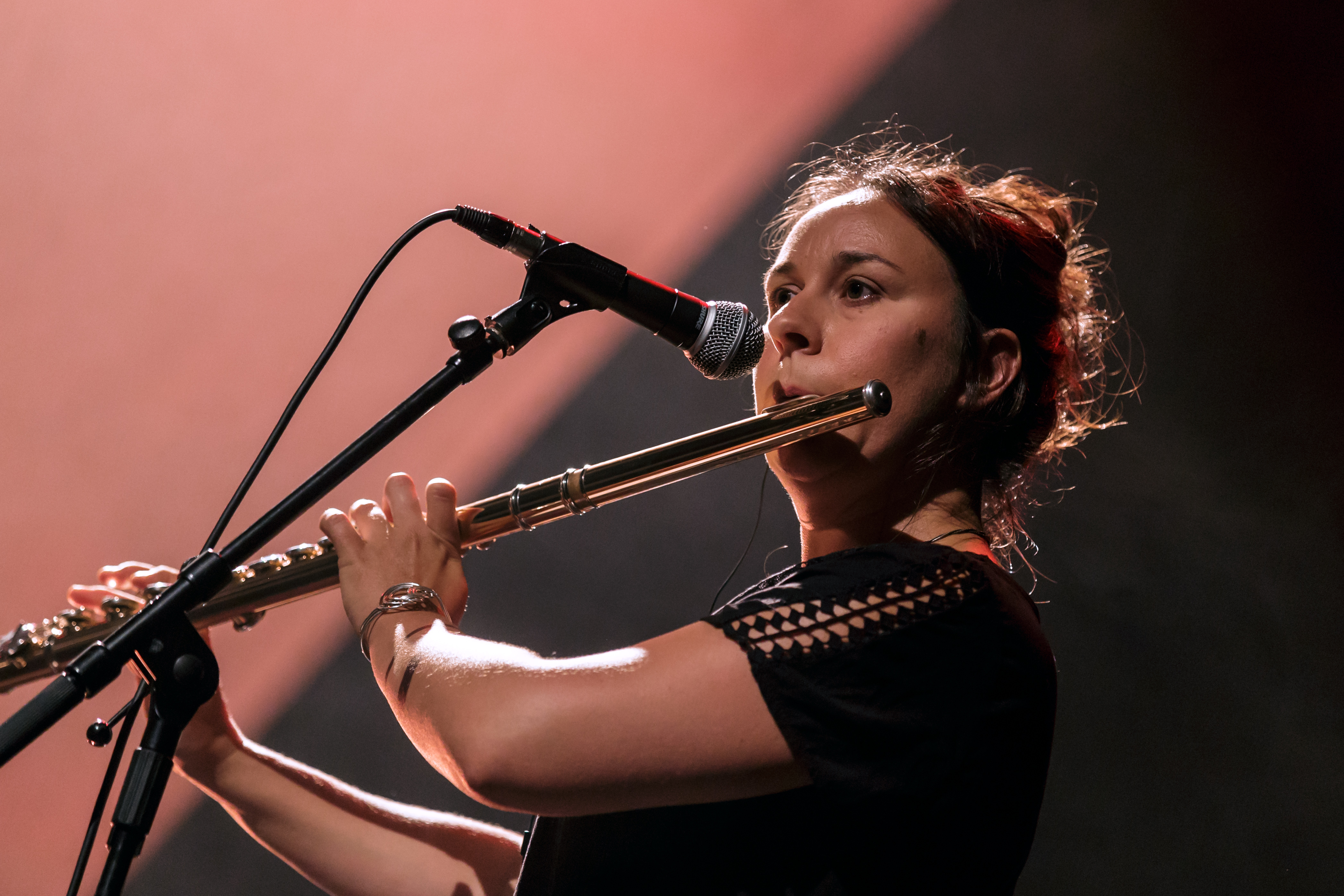
Anne Gwenn Brodu
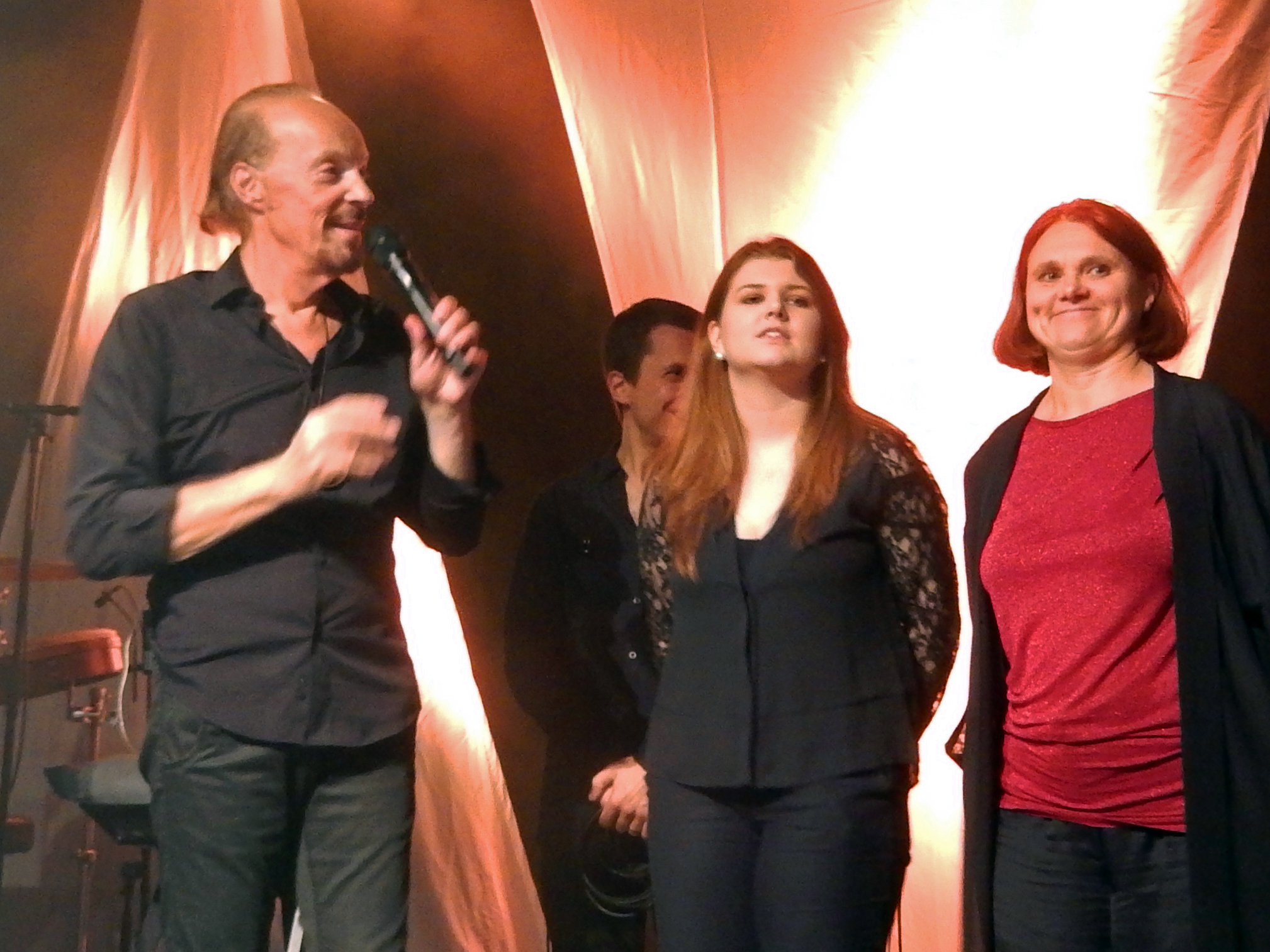
Gráinne O'Malley et Véronique Piron

## Sortie et accueil

### Publication
Le 3 septembre, le clip sous-titré de NEw' AMzer est mis en ligne, réalisé par le Rennais Jo Pinto Maïa. À travers les activités en plein-air d'une petite fille, il montre l'arrivée du printemps ; elle quitte un grenier, dans lequel la neige et les feuilles tombent, pour aller s'amuser dans les prés et la forêt. Le titre NEw' AMzer est ensuite disponible dans les magasins de musique en ligne.
Le 24 septembre, la version digitale de l'album est commercialisée en ligne. Le 2 octobre, trois déclinaisons des supports physiques de l'album sont distribués par Harmonia Mundi : standard, édition Deluxe Leclerc (3 titres bonus, livret de 60 pages) et double vinyle. La première semaine, l'album Deluxe entre dans le « top albums France » à la 56e place et est durant deux semaines 2e du top 30 albums Musiques du Monde fusionnés SNEP.
| Classement (2015) | Meilleure position |
| ----------------- | ------------------ |
| France (SNEP)     | 56                 |

### Promotion
Le 24 juin 2015, un nouveau site officiel en .bzh présente le visuel et le communiqué de presse de l'album. Le 11 juillet, à l'occasion du départ du Tour de France 2015 à Rennes, Alan Stivell est présent à l'émission Village Départ sur France 3 au cours de laquelle un extrait de New' AMzer est diffusé. Les radios France Bleu et les centres E.Leclerc sont partenaires de l'album : deux matinées lui sont consacrées, sur France Bleu Breizh Izel et Armorique et des Espaces culturels E.Leclerc affichent des pancartes. Le jour de la sortie numérique, le 24 septembre, il est l'invité du journal télévisé de France 2 présenté par Élise Lucet et interprète en direct NEw' AMzer à la harpe avec David Millemann. Sur France 3 Bretagne, il est interviewé le 1er octobre dans le JT et le 4 dans l'émission culturelle en breton Bali Breizh. Le 9 octobre, sur France Inter, il est l'invité de l'émission Si tu écoutes, j'annule tout en direct de l'opéra de Rennes. Le 12, Frédéric Taddeï le reçoit dans son émission Europe 1 Social Club et le 19, Alain Pilot lui dédie l'émission La bande passante sur RFI. Fin octobre, il enregistre les émissions Du côté de chez Dave et Vivement dimanche. Le 5 décembre, il est invité à se produire en ouverture du Téléthon sur France 2 et met aux enchères une master class de harpe. Pour annoncer la tournée de la Saint-Patrick, Patrick Poivre d'Arvor l'invite sur Radio Classique.

### Critique
Ouest-France considère que « son nouvel album est un bijou de poésie aux résonances plurielles » et un journaliste de l'AFP en fait un « chef d’œuvre de plénitude, avec des musiques en état d'apesanteur sur des textes contemplatifs ». Dans la série « Ma vie en musique », Télérama, présente AMzer comme « un de ces chefs-d'œuvre tardifs qui font la somme d'une musique tout en laissant entrer l'air du temps ». L'album obtient les 4 clés de Télérama et est résumé dans la chronique, en concluant que « la musique d'Alan Stivell n'a pas besoin d'autre nom. Elle coule simplement de source, et son flow magnétique pourrait emporter même ceux qui s'y attendaient le moins vers une révélation. ».
L'album est le « coup de cœur » d'une chroniqueuse du journal L'Humanité, déclarant que « le poète breton nous convie à une ronde onirique des saisons aussi rayonnante qu’apaisante. ». RTL parle d'« un album d'ambiance vaporeux et aérien » et France Inter d'une voix « chamanique parce que directement reliée à l’âme », entourée « de voix magnifiques qui nous transportent dans un jardin des délices loin du fracas du monde ». Il est dans les sélections « Grands crus » et « meilleurs albums de 2015 » de Télérama et dans les « Dix disques pour refaire l’Europe » des Inrockuptibles. Le site Rythmes Croisés analyse la « leçon de musique », qui est de « coordonner son rythme intérieur à celui des saisons », car « ce disque n'est pas fait pour passer le temps, ou pour le tuer, mais bel et bien pour écouter le temps ». Concernant La Croix, « ce bel album de retrouvailles » s'écoute « au fil de saisons qui passent (...) Certaines pièces ont été conçues par l'intéressé comme des haïkus, éclaircies furtives, ondées soudaines, vifs frimas ou brumes passagères. ».
La revue ArMen relève l'impression de continuité malgré les variations du « paysage musical », « ces flux et ces reflux qui ne tarissent jamais » : « On se retrouve au cœur d'un univers mouvant où les touches de couleur arrivent puis s'en vont, à l'image du temps qui passe (...) Le résultat est stupéfiant de cohérence, un véritable concept album qu'on découvre et redécouvre à chaque nouvelle écoute. ». Pour Le Peuple breton, « Amzer est une symphonie des saisons où les jours se perdent dans l’épaisseur du réel. Nos sens sont ici éprouvés, forgés sous une lumière où les marges, les contours s’éclairent et s’acheminent vers un infini de nous-même. ». Le site Bretagne Actuelle salue la démarche contemporaine et moderniste : « À l’heure où certaines cultures s’interrogent sur leur avenir (le rock est-il mort ?), d’autres écrivent des hymnes pour des messes à venir ». Le site Forces Parallèles apprécie musicalement « des tentatives de variations » mais qui « se fondent dans un ensemble très homogène, trop si l'on peine à s'y retrouver dès le départ ».

### Représentation

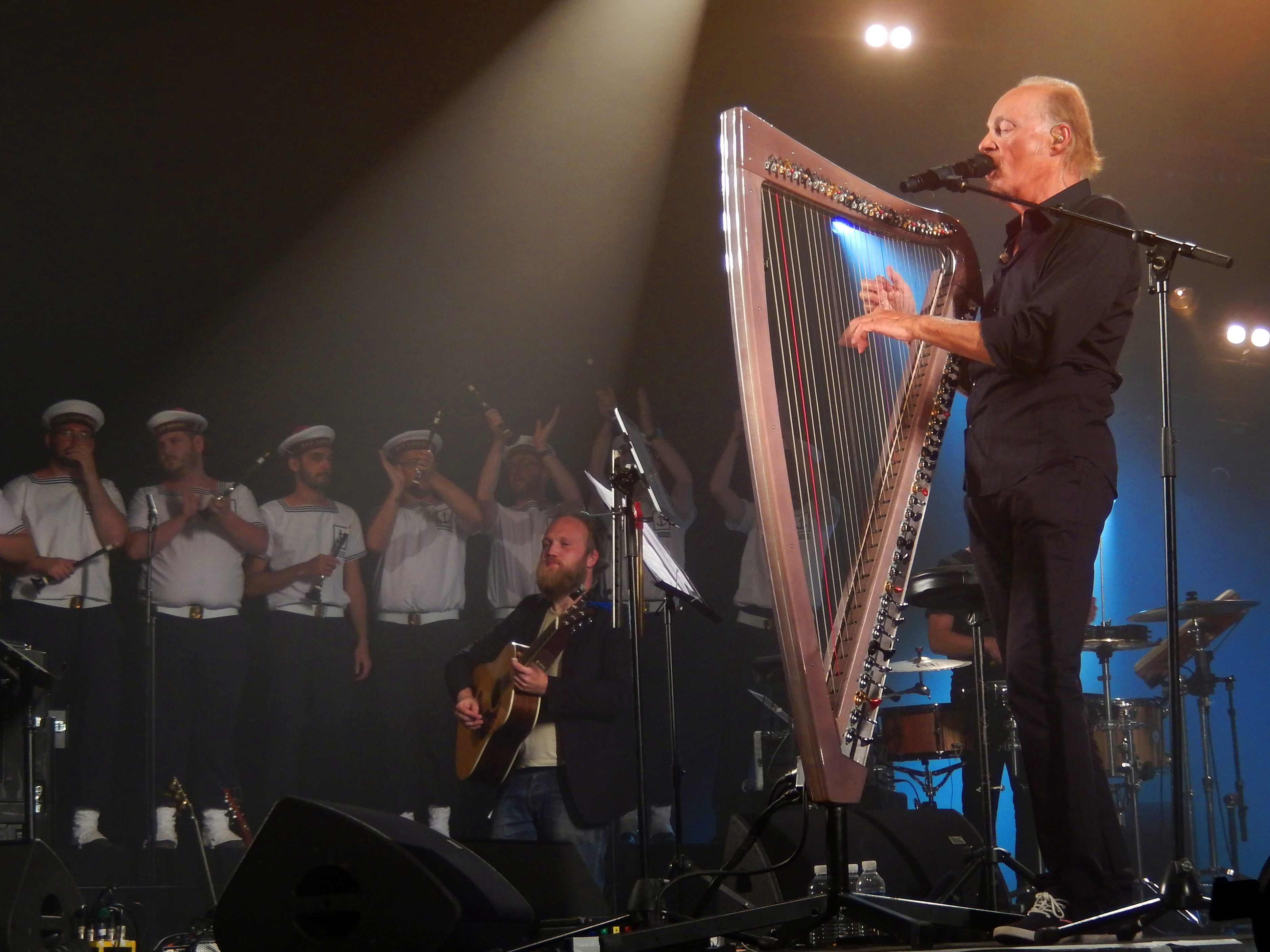
Les marins-sonneurs du bagad de Lann-Bihoué sur scène au FIL 2016.

Une tournée, baptisée 50+ AMzer Tour, marque les cinquante ans de carrière de l'artiste, commencée en tant que chanteur en 1966 et signant l'année suivante un contrat d'exclusivité avec Philips. La première partie du spectacle est consacrée à la découverte des saisons de l'album et la seconde partie est liée aux retrouvailles avec son public autour des chansons connues. Des voiles blanches servent de projection au décors, avec des rappels de la pochette, des symboles de végétation ou de mitsu-tomoe et des galets au pied de la harpe. Après une résidence et un concert à Saint-Brieuc, Alan Stivell présente son album le 7 novembre 2015 à La Cigale à Paris, accompagné par l'ensemble des musiciens de studio et les chanteuses étrangères. En vue de prestations communes avec le célèbre bagad de Lann-Bihoué, il répète au centre Amzer Nevez à Ploemeur. De février à avril 2016, une tournée « Fête de la Saint-Patrick et de la Bretagne » de 35 dates passe par les Zéniths et grandes salles de France. La setlist de la tournée estivale alterne entre quelques titres de l'album et les morceaux traditionnels, dans des versions parfois revisitées. Lors du festival interceltique de Lorient 2016, Stivell, le « roi de la pop celtique » est invité par la « reine de la folk », Joan Baez, à interpréter Tri martolod en duo. Le lendemain, il joue à guichet fermé sur la même scène, avec comme invité le bagad de Lann-Bihoué, « devant une salle en fusion »,.

## Caractéristiques artistiques

### Analyse musicale
Des techniques originales de musique électronique sont développées par David Millemann, « pour une matière sonore et musicale, électronique, onirique, à la fois abstraite et imagée », ainsi que des sons expérimentaux et déformés par Nicolas Pougnand. Les deux sound-designers ancrent l'album dans un type d'expression contemporain. Les colorations sonores, « comme dans un tableau impressionniste », sont différentes selon les buts recherchés, quand il s'agit d'exprimer l'évolution de la vie, les facettes humaines, son environnement et les paysages, etc. Quand elle s'inscrit dans une esthétique expressionniste, la composition s'approche de la musique atonale, dans des morceaux comme Kala-Goañv et Kerzu. Pour Stivell, passer par la musique permet de franchir les barrières des langues.
Les effets de harpe électrique, parfois expérimentaux, sont des approches de musique électroacoustique. La harpe va jusqu'à perdre son identité qui la caractérise habituellement, en se rapprochant du son d'autres instruments, tout comme la voix quand elle passe par certaines modulations, dans What Could I Do? par exemple. Pour la première fois, dans une chanson entière, à savoir New' AMzer, Stivell joue de la harpe en grattant les cordes à la façon de l'autoharpe et utilise l'instrument pour piloter directement des synthés. Son approche de la harpe met en exergue ses phrasés celtiques spécifiques, subtils, produisant des superpositions complexes qui évoluent par vagues, « une façon d'être dans une sorte d'apesanteur rythmique, en ayant par exemple une mélodie très en l'air par rapport à un tempo. ». Ses créations retrouvent aussi un côté celtique par des tuilages, des intervalles de notes non tempérés, des tendances harmoniques, des gammes défectives et autres aspects pointus de la celtitude.
Un triptyque de printemps (« qui vient et qui s’en va ») comprend trois haïkus japonais, en langue nippone originelle, en français et en breton. Les voix, féminines et masculines, transformées dans la première partie avec des effets (écho, compression, fadings ou niveaux, etc.), sont accompagnées par un fond sonore electro. Les flûtes, seuls instruments traditionnels, interviennent ponctuellement ; la flûte japonaise (shakuhachi) dans Au plus près des limites – Je marcherai, l'Irish flute dans KAla GoAÑv et d'autres whistles pour créer des atmosphères. Alan Stivell chante d'une voix apaisante, parfois plus grave ou planante, ce qui est prégnant dans son interprétation de Purple Moon, chanson qui dure presque 8 minutes.

### Description des chansons
NEw' AMzer (« Temps nouveau, Printemps »)Mise en musique d'un texte écrit par Kentin Bleuzen en 2000, âgé à l'époque de treize ans et élève au collège Diwan de Quimper, lors d'un concours de poésie sur le thème du printemps. Cette saison de renaissance est présentée comme « un instant d'optimisme dans un monde de brutes ». Dans cette ode au printemps, le garçon suggère, pour illustrer cette saison, le sourire d’une camarade de classe, appelée Mari en breton. Quand la neige laisse place au soleil, Mari attend que les cloches sonnent Pâques pour aller ramasser les œufs dans l'herbe, le 1er mai elle vend ses jonquilles et ensuite, elle respire avec bonheur le parfum des fleurs qui appellent l'été. Alan Stivell est séduit par « cette écriture encore enfantine, frêle et modeste ». La dernière strophe, « En nevez amzer e vez buhez e pep danvez » (« Au printemps, il y a de la vie partout ») peut sous-entendre l'idée d'une langue bretonne vivante, qui se renouvelle. Le breton est celui de la région de Gourin, entre la Cornouaille et le Vannetais, plus phonétique avec un accent intermédiaire et « un swing qui servent la modernité ». Le titre comprend une abréviation dans la prononciation de nevez (« nouveau ») et de l'écriture interdialectale Amser dont le « s » est inversé graphiquement pour se rapprocher de l'orthographe unifiée du breton avec un « z ». À la harpe, pour renforcer la sensation de fraîcheur, il utilise une technique d'étouffement de certaines cordes avec une main en balayant avec l'autre (sweeping). Ce mouvement, qui ressemble à l'autoharpe, peut rappeler le geste du semeur et constitue une autre façon d'imiter la guitare.

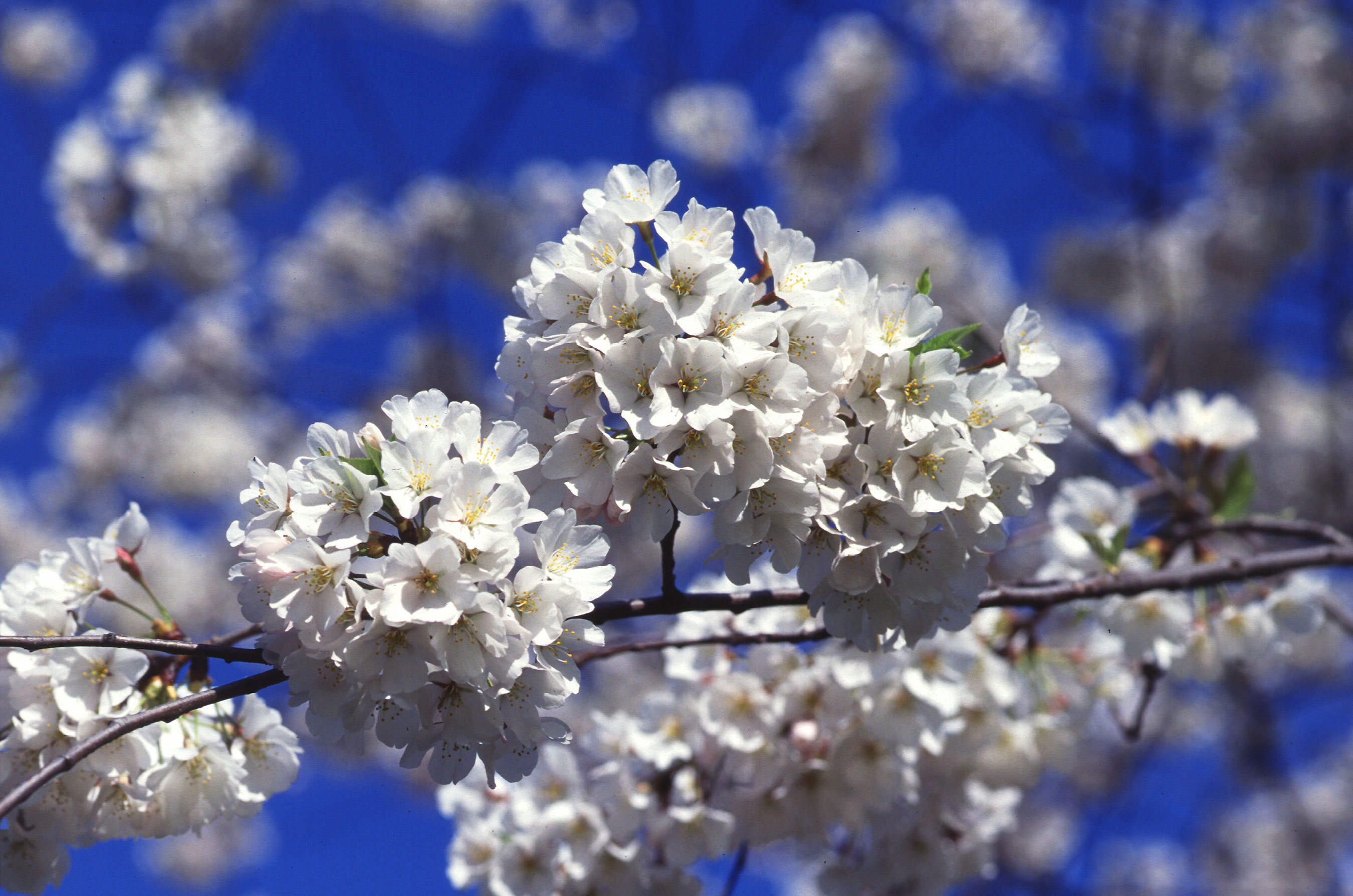
Les fleurs de cerisier (sakura) constituent un kigo de printemps courant dans les haïkus.

Haïku de printemps 1, 2, 3« Le Japon ! Bien sûr, là d’où vient le soleil, extrême finesse des gestes et profonde sensibilité, Zen. Bien sûr, aussi, une certaine violence, par une masculinité elle-même aussi fine et maîtrisée. Et encore ses gammes qui m’avaient fascinées du temps du film L'Île nue, bien après les grands compositeurs français du XXe siècle naissant. Comme l’impression d’autres convergences. »— Alan Stivell, Livret de l'édition deluxe, p. 21
- Other Times – AmZErioù all est une création entre contemporain et traditionnel japonais, ouvrant sur les haïkus des poètes japonais Matsuo Bashô (1644-1694), Yosa Buson (1716-1783) et Kobayashi Issa (1763-1828), considérés comme maîtres du haïku[31]. Les Japonaises Toshiko Dhotel et Maliko Oka sont les voix invitées à dire ces haïkus, dont la répétition de Yuku haruya (« départ du printemps »). La musique joue sur les résonances et la harpe utilise à nouveau le sweeping.
- Matin de Printemps – Kesa no haru reprend des vers de haïkus. Inspiré par un livre de traduction de Gallimard, Alan Stivell intègre des adaptations en français de Corinne Atlan, experte de la littérature nippone et de l'écrivain Zéno Bianu.
- MINtin NEw' HAÑv est une adaptation de haïkus en breton.

Au plus près des limites – Je marcheraiMise en musique du poème An tostañ d'an harzou (« Au-delà des limites ») publié en 2009 par Bruno Geneste, poète des lisières atlantiques originaire de Pont-l'Abbé, qui a déjà collaboré avec l'électro-harpiste Andréa Seki. Il décrit une ballade estivale sur une lisière au hasard de la côte, où les repères disparaissent, sur des lieux intermédiaires, de révélation : Ar an torrnaod, doc'h ribl an oabl, tost dirak hent ar gouezelennoù (« Sur la falaise, au bord du ciel, près du chemin aux sédiments »). Alan Stivell ressent, dans cette méditation quasi métaphysique, entre maritime et minéral, une transcendance onirique et mystique. La flûte japonaise et les percussions sont légères et un son proche des maracas peut imager un homme marchant dans le sable. Le murmure d'un chœur final va et vient tel le flot des vagues.

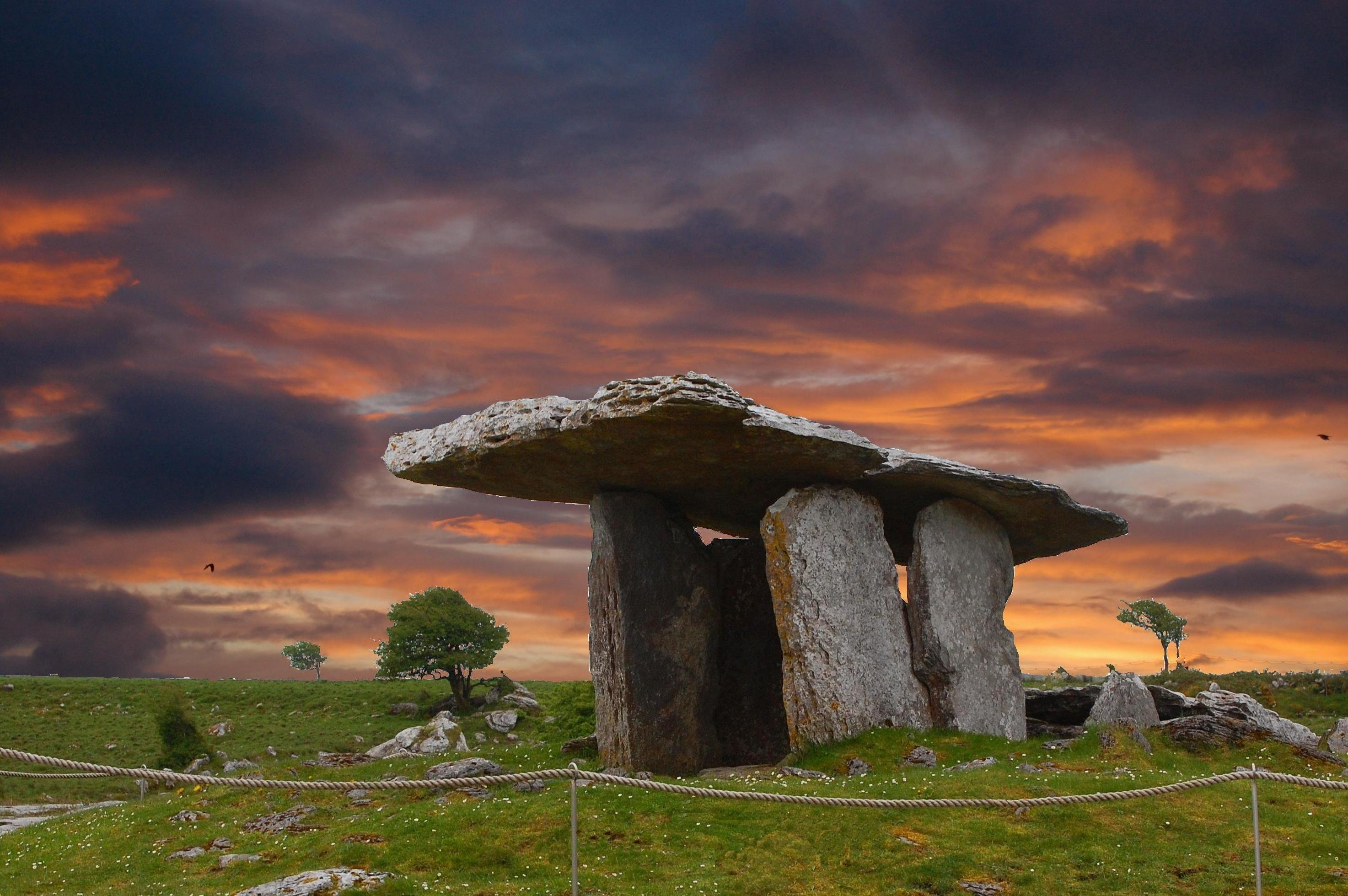
Dolmen de Poulnabrone (Burren, comté de Clare, Irlande).

PostscriptMise en musique du texte du poète irlandais contemporain Seamus Heaney (Prix Nobel de littérature 1995), publié en 1996 à la fin de sa collection de poèmes The Spirit Level. Devant la beauté des côtes du comté de Clare, en automne, le poète irlandais de langue anglaise transcrit, sur la fin de sa vie, « quel lyrisme, sans excès de romantisme, cette terre est capable d’engendrer ». Il évoque aussi la condition humaine : « You are neither here or not there/A hurry through wich know and strange things pass ». Alan Stivell est « ému au plus profond de l'âme » lorsqu'il entend au théâtre de Lorient Michael D. Higgins, le président de l'Irlande et des poètes, dire ce texte. C'est donc avec émotion qu'il restitue cette œuvre et de courtes séquences, traduites en gaélique et dites par l'Irlandaise Gráinne O'Malley, s'introduisent en superpositions musicales, comme pour en préciser le cadre.
As A TributeTrois parties écrites et composées par Alan Stivell pour l'automne-hiver.
- KAla GoAÑv (« Calendes d'hiver ») est, selon Laurent Bourdelas, son biographe, « un moment mystérieux et inquiétant où se mélangent sons, musiques et voix retravaillés jusqu'à une forme radicale d’expérimental »[72].
- What Could I Do? (« Que puis-je faire ? ») est un blues en anglais et breton en hommage au poète irlandais de langues française et anglaise Samuel Beckett : « Son approche de l’absurdité de l’existence, incluant pourtant la quête de l’amour, m’a inspiré des mots assez noirs et des notes assez blues, comme l’absurdité de certaines situations. Ne sommes-nous pas, d’une saison à l’autre, d’un événement à l’autre, en perpétuel balancement entre larmes de joie et larmes de déprime ? »[71]. Stivell prend l'exemple d'« un forcené joyeux qui chanterait des cantiques au milieu des bombes »[3]. Dans son questionnement sur le déroulement de sa vie, le narrateur réfléchit aux meilleurs moyens d'aboutir à ses utopies : « Towards sorrows/Towards love/Without this sort of failure »[73]. La harpe peut faire penser à une basse acoustique et une guitare électrique, dans le son et par l'emploi de techniques comme le bend et le picking[67].
- KErzu (« Décembre ») est la dernière partie symbolique et expérimentale toujours liée au temps, avec « ses enregistrements diffusés à l’envers, ses parasites, ses étranges impressions mais aussi ses réminiscences, comme la bande originale complexe d’une œuvre et d’une vie », ressentie par Bourdelas[72]. La partie nostalgique de violon s'inspire d'un cantique breton de Noël, Pe trouz 'zo war an douar (« Quel est ce bruit sur la terre ? »), joué par Stivell enfant, ainsi qu'en introduction de Pop Plinn[74].

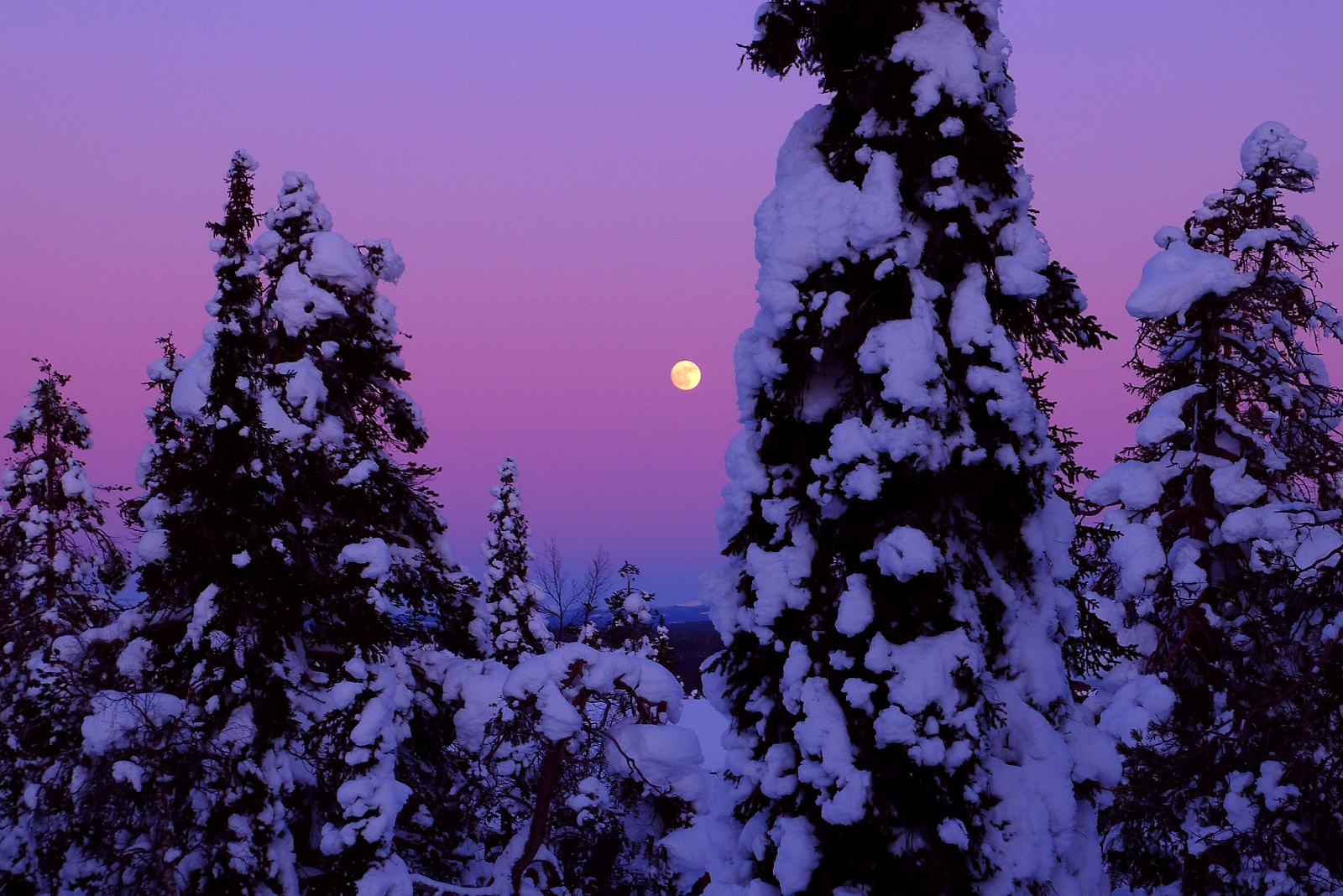
Tombée de la nuit dans les montagnes finlandaises.

Purple MoonMise en musique d'un poème sur la séparation et la disparition, l'amour et la mort, la cohésion avec la nature, écrit en 1999 par l'écrivain franco-occitan Laurent Bourdelas, biographe d'Alan Stivell. Il est publié dans Amer et profond sillon (2001, éditions du Pont Saint-Martial, Prix Rencontre des Artistes de Bretagne). La lecture du poème a inspiré à Alan Stivell « une musique des « mois noirs », par cette poésie étrange, blessure lointaine, au-delà du vécu ». La composition associe ainsi des résonances, des glissements sur la harpe, la modification de la voix, qui devient celle d'un chaman, pour une imploration de l'au-delà (« la cérémonie », « un peu d'encens pour chasser les sortilèges », « la lune était rousse »). À noter que le phénomène de lune rousse a eu lieu lors de l'éclipse lunaire du 28 septembre 2015. Mais le poète a été inspiré par l'éclipse solaire du 11 août 1999.
HalageBallade qui emprunte les chemins qui longent les cours d'eau navigables – par exemple le canal de Nantes à Brest –, pour le halage et se promener en sérénité, admirer l'envol cendré d'un héron ou les pousses d'iris. Elle est écrite par Alan Stivell, « pour un lent hiver finissant et comme une nouvelle naissance (et mon nouvel âge mûr), marche, rivière, souffle, jusqu'au bout, au plus simple, comme ces mots dans mes deux langues ».
Echu ar goañv – Till Spring?Ce titre célèbre la fin de l'hiver et se projette à nouveau vers le printemps. L'impro instrumentale est joué avec la harpe acoustique cordée métal conçue par Stivell et Vincenzo Zitello.

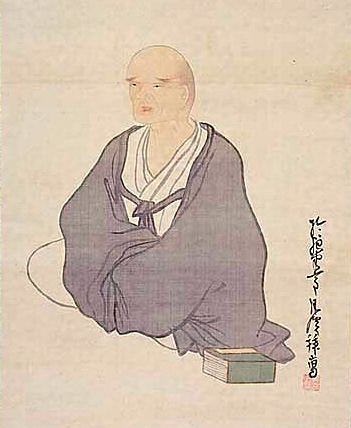
Yosa Buson
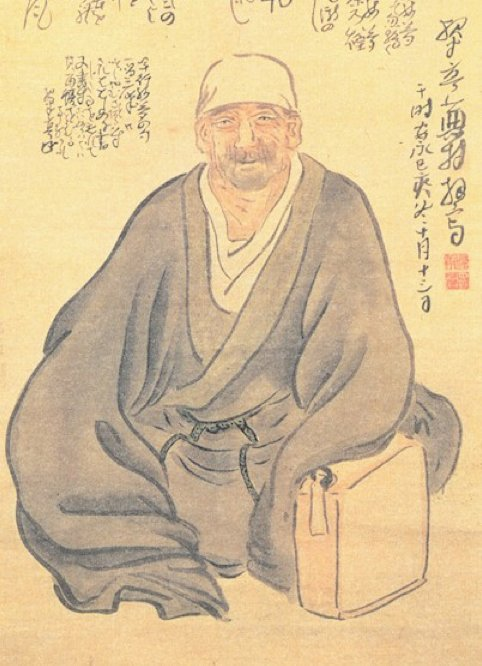
Matsuo Bashō
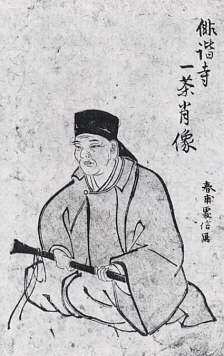
Kobayashi Issa
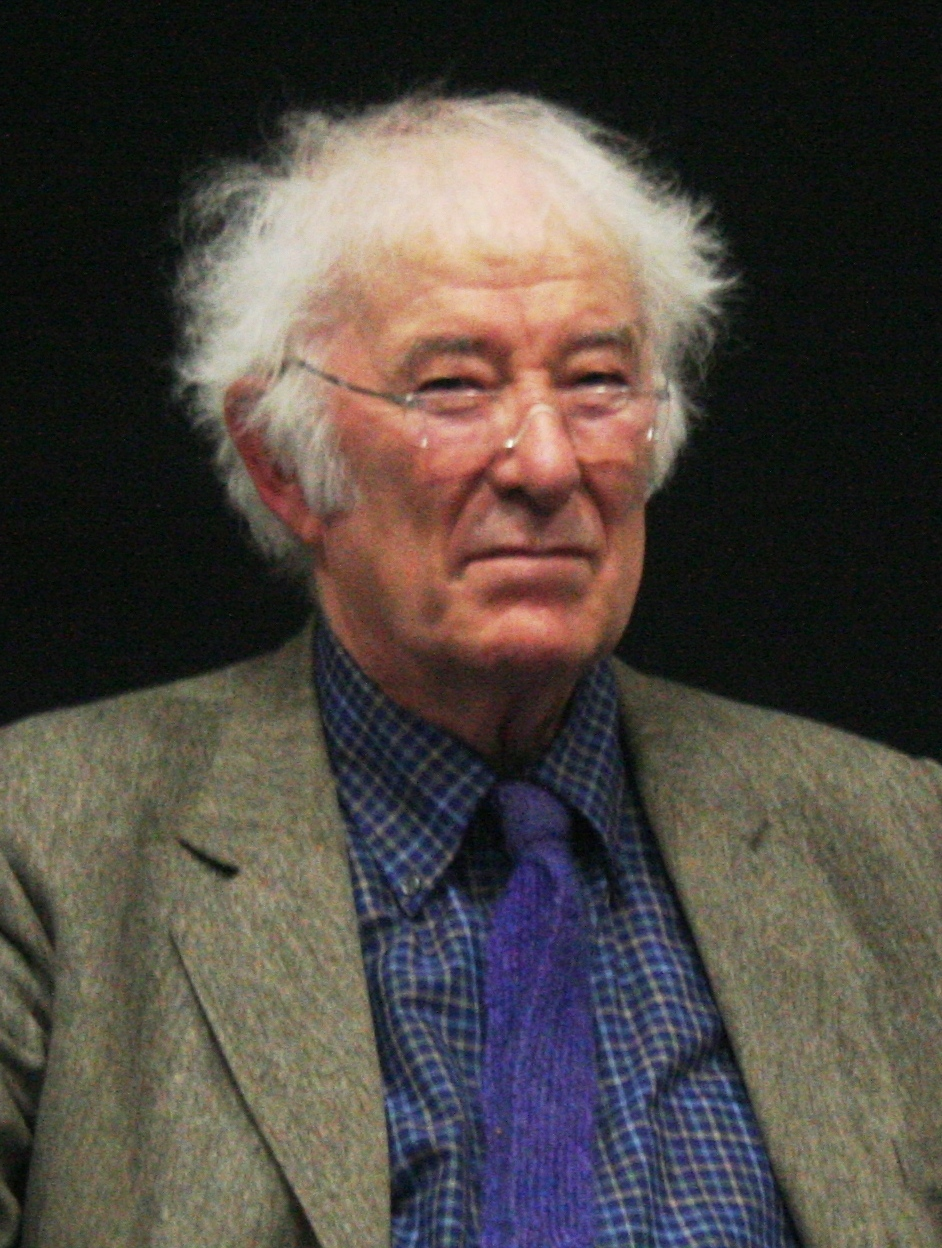
Seamus Heaney
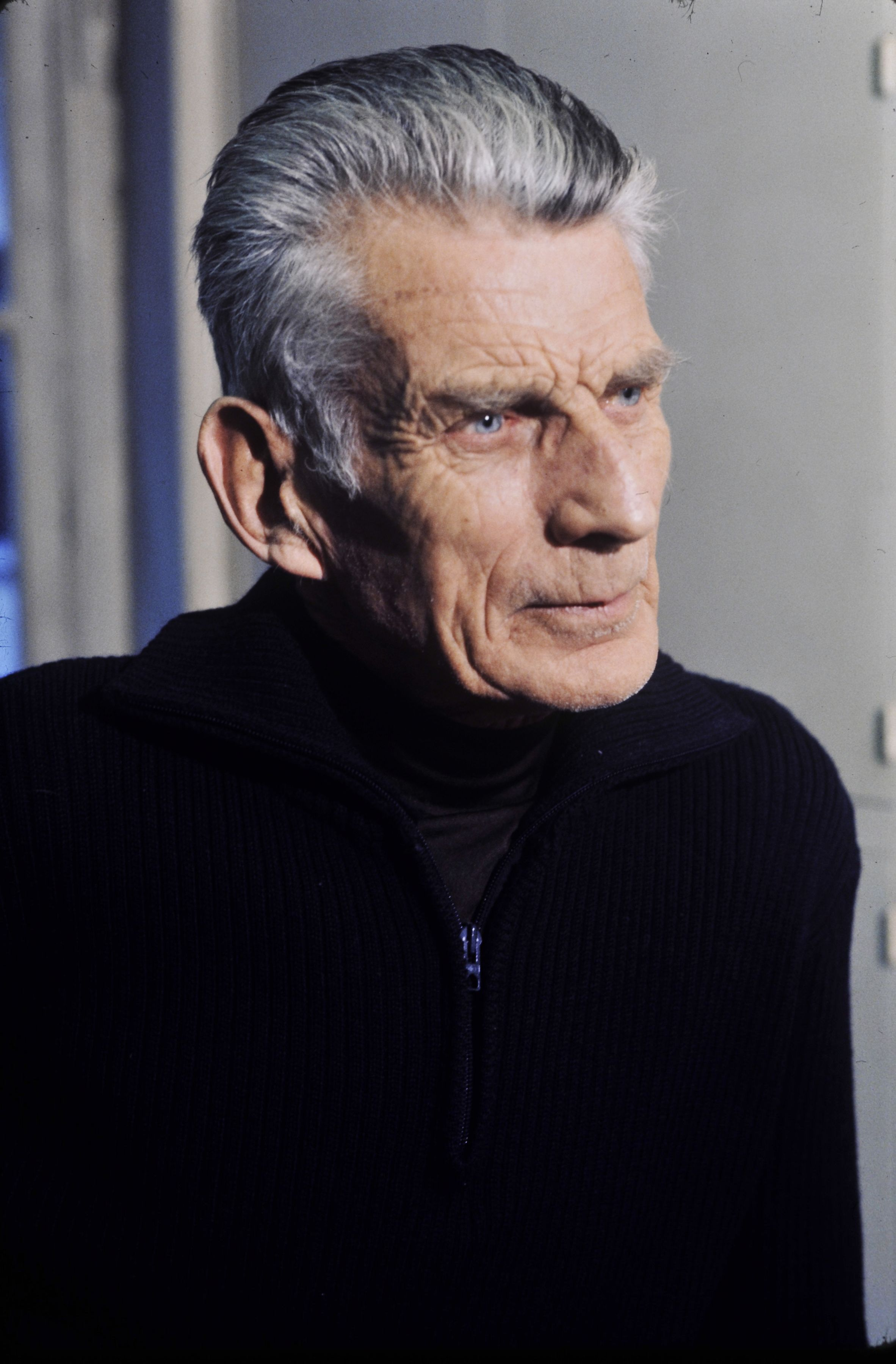
Samuel Beckett
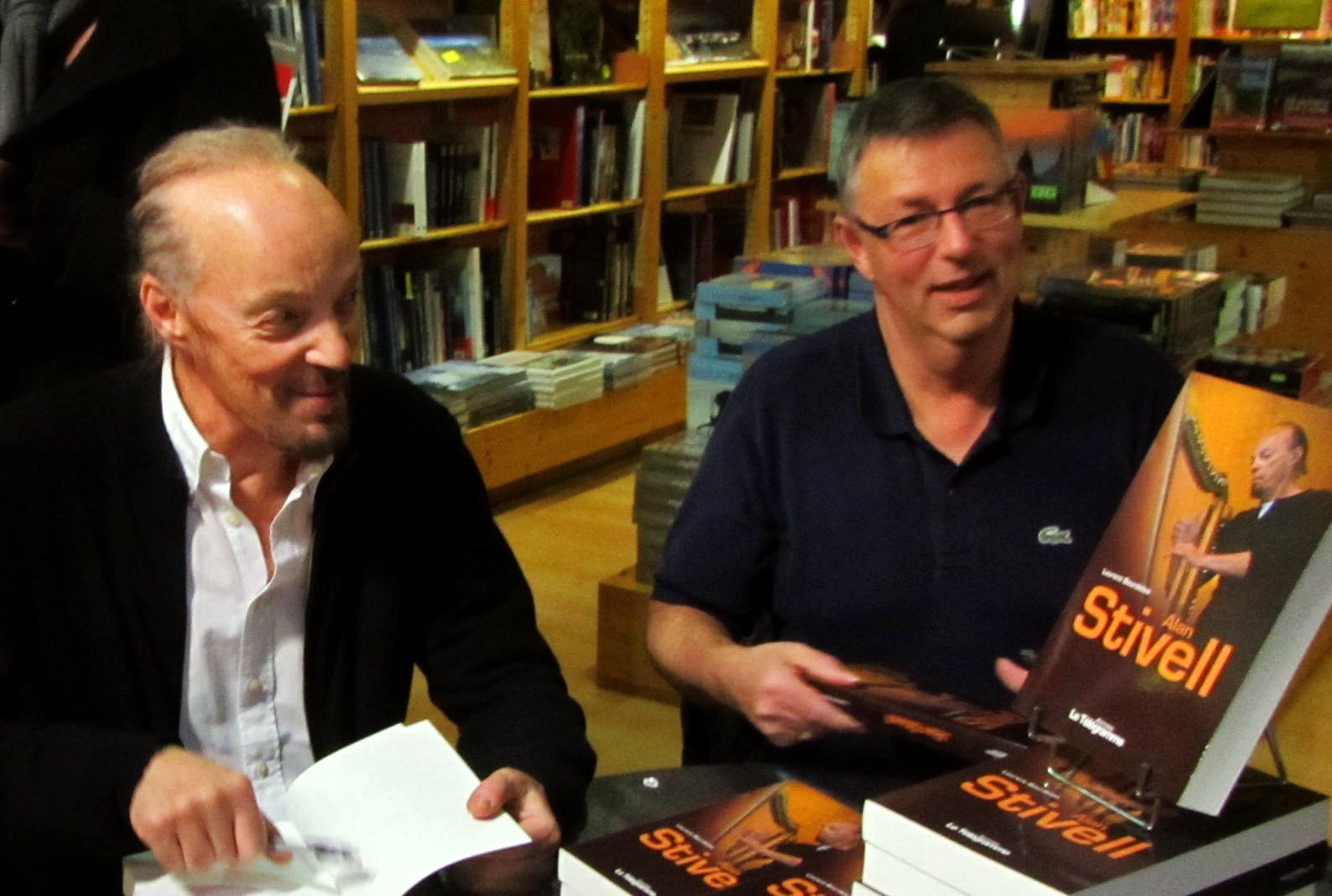
Alan Stivell et Laurent Bourdelas

### Pochette

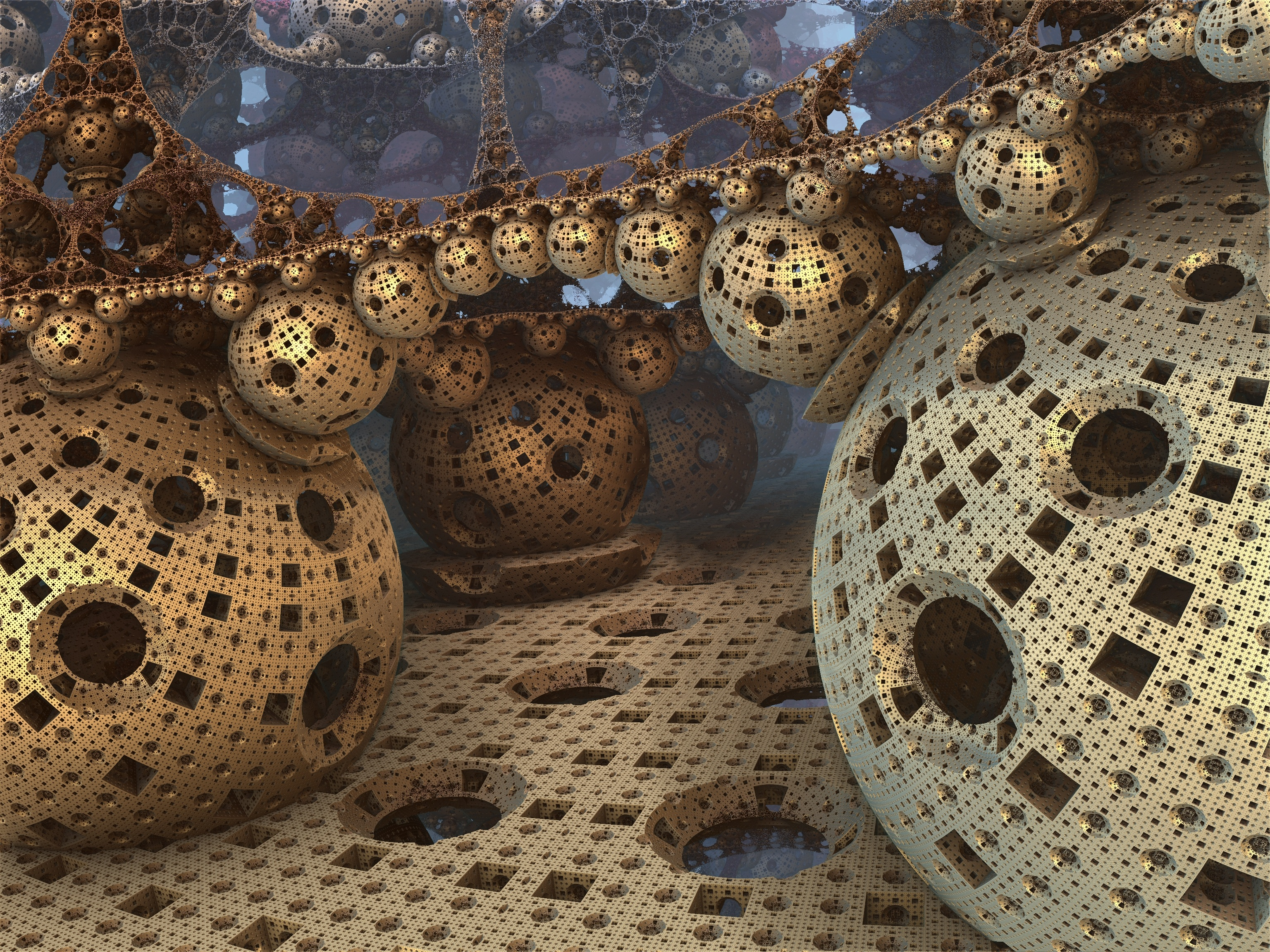
Exemple d'univers fractal en 3D (éponge de Menger).

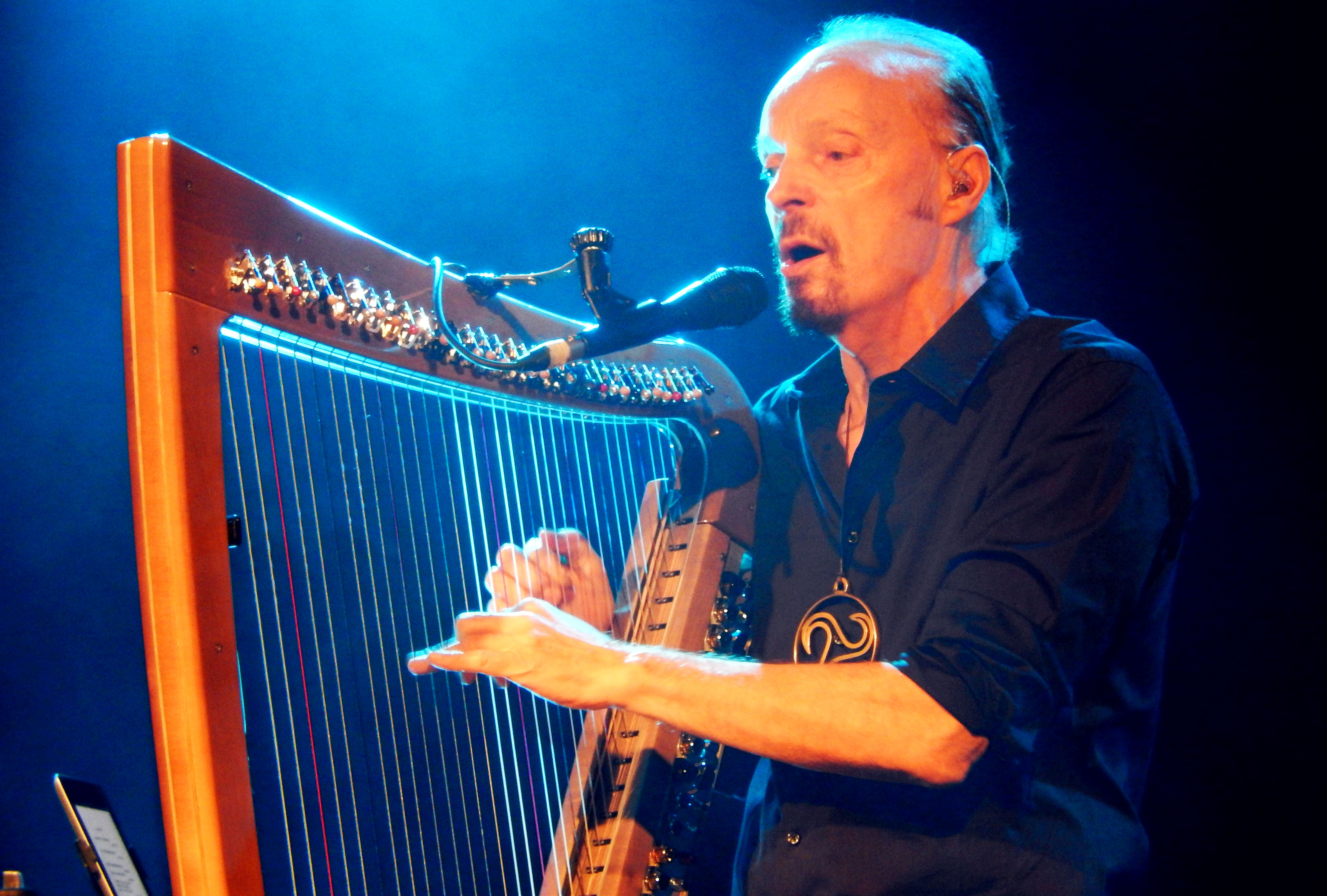
Photo intérieure dAmzer.

Jérémie Brunet, alias « bib », ingénieur-artiste diplômé de l'École centrale de Nantes et expert français de l'art fractal, est l'auteur du ball map en 3D. De même que Stivell allie la technologie à sa musique, cet art fait appel aux sciences, notamment les mathématiques et l'informatique. Cette boule en dentelle gravite autour d'autres sphères et entrelacs. La couverture peut être perçue comme une représentation symbolique du système solaire, la rotation de la Terre autour du Soleil créant les saisons. Alan Stivell tisse également un parallèle avec sa musique : « dans le choix de mes harmonies, j'aime les choses simples. Après, dans le détail, il peut y avoir des choses très sophistiquées. Comme avec la géométrie fractale, plus on rentre dans le détail, plus on peut découvrir des choses. ».
Le photographe Jean-Baptiste Millot est à nouveau l'auteur des portraits d'Alan Stivell, ainsi qu'Antoine Tilly pour la photo intérieure, en concert dans l'église de Boezinge en Belgique fin 2014, et Yvon Boëlle, photographe du livre Sur la route des plus belles légendes celtes (Arthaud, 2013), apporte ses captures de paysages.

## Fiche technique

### Liste des morceaux
Toute la musique est composée par Alan Stivell.
| 1.    | NEw' AMzer – Spring                                                                  | Kentin Bleuzen                           | 4:44 |
| 2.    | Other Times – AmZErioù all (Haïku de printemps)                                      | old poem                                 | 3:16 |
| 3.    | Matin de printemps – Kesa no haru (Haïku de printemps 2)                             | Kobayashi Issa, Matsuo Bashô, Yosa Buson | 6:41 |
| 4.    | MINtin NEw' HAÑv (Haïku de printemps 3)                                              | old poem                                 | 2:31 |
| 5.    | Au plus près des limites – Je marcherai (An tostañ d'an harzoù – Near By The Bounds) | Bruno Geneste                            | 5:16 |
| 6.    | Postscript                                                                           | Séamus Heaney                            | 5:39 |
| 7.    | KAla GoAÑv – Calendes d'hiver (As A Tribute 1 - electroacoustic experimental)        |                                          | 3:00 |
| 8.    | What Could I Do? (As A Tribute 2)                                                    | Alan Stivell                             | 4:32 |
| 9.    | KErzu – December (As A Tribute 3 - electro experimental)                             |                                          | 5:19 |
| 10.   | Purple Moon                                                                          | Laurent Bourdelas                        | 7:46 |
| 11.   | Halage                                                                               | Alan Stivell                             | 2:52 |
| 12.   | Echu ar GoAÑv ? – Till Spring?                                                       |                                          | 3:13 |
| 54:50 |                                                                                      |                                          |      |

#### Titres bonus
| 13.   | NEw' AMzer (alternative mix)                           | Alan Stivell | 4:50 |
| 14.   | What Could I Do? (As A Tribute 2 - alternative mix)    | Alan Stivell | 3:59 |
| 15.   | En Enor da Séamus - Ó hÉannaí (harp solo instrumental) | Alan Stivell | 4ː18 |
| 67:48 |                                                        |              |      |

### Crédits

#### Équipe artistique

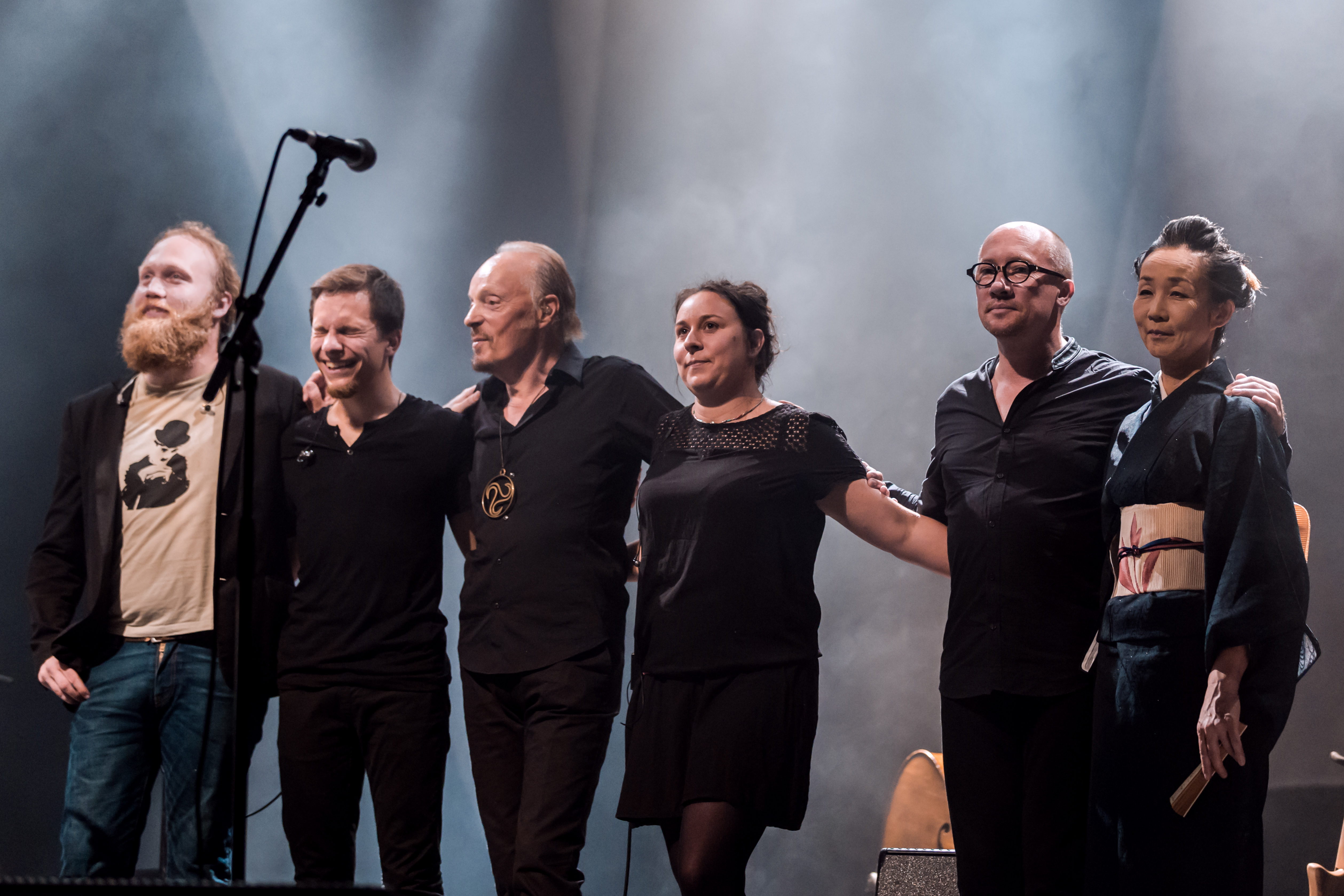
D. Millemann, N. Hild, A. Stivell, A.G. Brodu, C. Alexandre, M. Oka

- Alan Stivell : voix, harpes, low et tin whistle (flûtes irlandaises)
- Cédrick Alexandre : contrebasse (5)
- Anne Gwenn Brodu : flûte traversière (7,8)
- Toshiko Dhotel : voix parlées en japonais (2)
- Gaëtan Grandjean : guitare acoustique (9)
- Nicolas Hild : percussions, machines (5,7,8)
- David Millemann : guitares, sound design et programmations (2,3,4,8,9,11)
- Maliko Oka : voix parlées en japonais (2,3)
- Gráinne O'Malley : voix et chant en irlandais (6)
- Véronique Piron : maître du shakuhachi[78], percussions (3,5)
- Nicolas Pougnand : sound design (1,2,5,10)
- Louis-Marie (Loumi) Seveno : alto (9)

#### Équipe technique
- Réalisation, arrangements, programmations : Alan Stivell (Keltia III, Betton)
- Enregistrement : Damien Tillaut (Studio Tillaut, Chevaigné)
- Mixage : Alan Stivell, Damien Tillaut (Studio Tillaut), excepté 7, 8, 9 par Ted Beauvarlet et David Millemann (La Licorne Rouge, Rennes)
- Mastering : Benjamin Joubert (Translab, Paris)
- Artwork (Ballmap) : Jérémie Brunet
- Photos : Yvon Boëlle, Jean-Baptiste Millot, Antoine Tilly (Rennes).